# Шандра, Ярослав Викторович
Яросла́в Ви́кторович Ша́ндра (укр. Ярослав Вікторович Шандра; 15 мая 2006, Рава-Русская) — украинский футболист, защитник клуба «Самбор-Нива-2».

## Биография
Родился в городе Рава-Русская Львовской области. Футболом начал заниматься в местном клубе «Рава», впоследствии перешёл в «УФК-Карпаты». Первые тренеры — Михаил Занько и Игорь Артимович. В ДЮФЛУ с 2019 по 2022 год выступал за ФК «Львов». Во взрослом футболе дебютировал за львовскую команду 4 июня 2023 года в проигранном (0:1) выездном поединке 30-го тура Премьер-лиги Украины против ковалёвского «Колоса». Ярослав вышел на поле на 79-й минуте вместо Максима Сасовского.
В начале августа 2023 года года свободным агентом перебрался в «Рух». Сезон 2023/24 провёл в юношеской команде (U-19). Также попадал в заявку «Руха-2», но в официальных матчах на футбольное поле не выходил.